# Алекс Ремиро
Алехандро Ремиро Гаргаљо (шп. Alejandro Remiro Gargallo; Касканте, 24. март 1995) је шпански фудбалер који тренутно наступа за Реал Сосиједад. Игра на позицији голмана.

## Успеси
Реал Сосиједад
- Куп Шпаније (1): 2019/20.[6]

 Шпанија
- Европско првенство (1):  2024.[7]